# Kozacy Siedmiorzecza

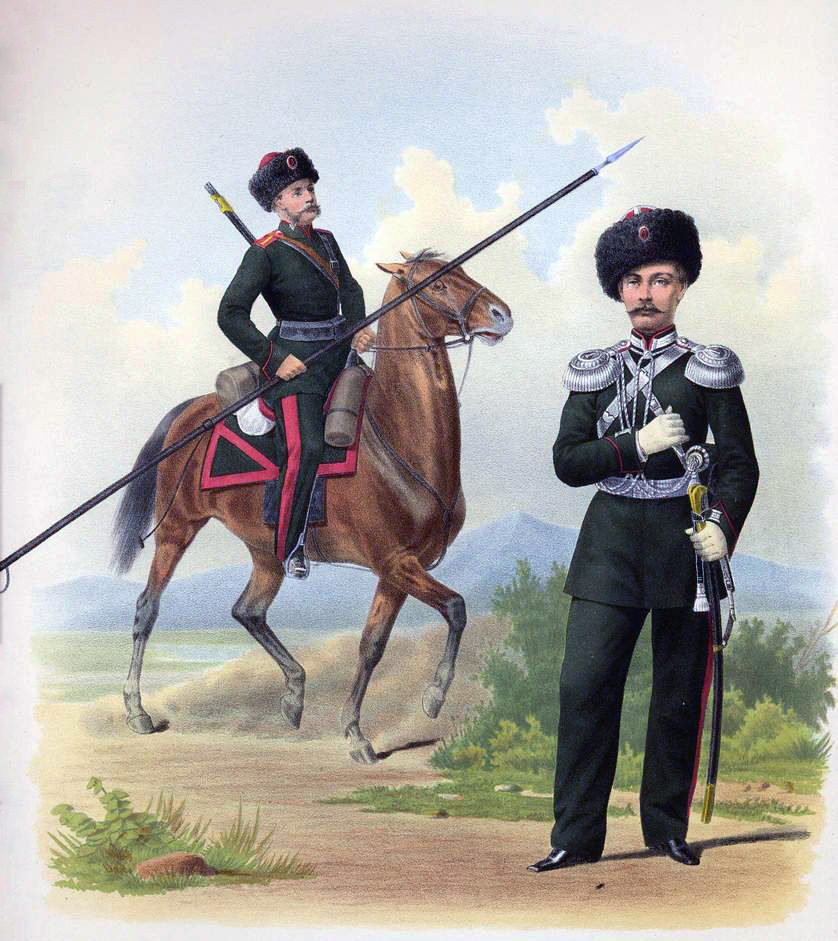
Karł Karłowicz Piratski: Kozak i sztabsoficer kozaków siedmiorzeckich w mundurach paradnych (1867).

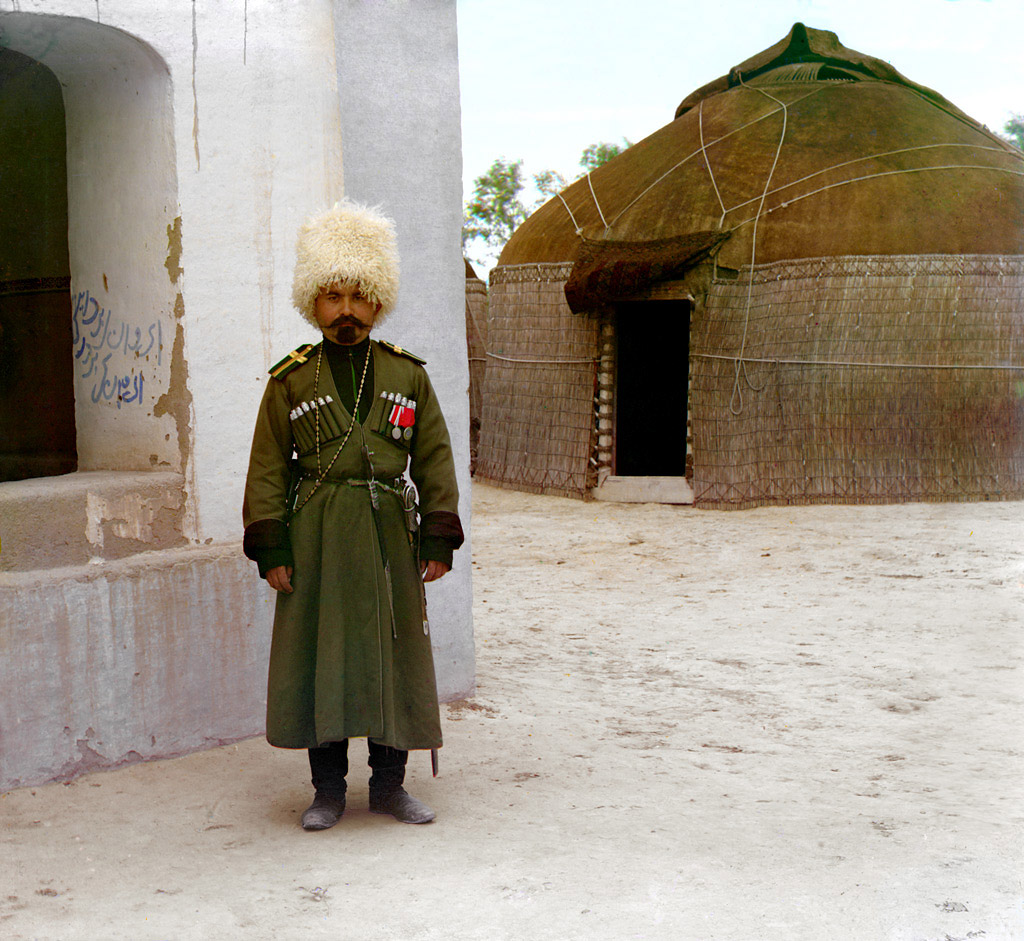
Kozak siedmiorzecki, fotografia z 1911 r.

Kozackie Wojsko Siedmiorzecza (ros. Семиреченское казачье войско) – oddziały wojskowe istniejące za czasów Imperium Rosyjskiego, złożone z kozaków mieszkających na terenie Siedmiorzecza, w obwodzie siemirieczeńskim Imperium. Osady kozackie leżały wówczas wokół miasta Wiernyj (dziś Ałmaty).
Kozackie Wojsko Siedmiorzecza powstało poprzez podzielenie oddziałów wojskowych kozaków syberyjskich w 1867. Na jego czele stał ataman, pełniący jednocześnie funkcję wojskowego gubernatora okręgu. Ataman podlegał władzy Generalnego Gubernatorstwa Stepów, a od 1899 Generalnemu Gubernatorowi Turkiestanu.
Na początku XX wieku oddziały kozackie na tym terenie w czasach pokoju liczyły jeden regiment kawalerii (cztery sotnie) i jeden pluton gwardii. Na wypadek wojny liczba wojska miała zwiększyć się do 3 regimentów kawalerii. Podobnie jak i inni kozacy w całym Imperium Rosyjskim za służbę wynagradzani byli nadaniami ziemskimi. W rękach kozaków na terenie Siedmiorzecza znajdowało się 7440 km² ziemi, z czego 710 km² stanowiły pola uprawne. W 1916 roku populacja kozaków Siedmiorzecza liczyła około 45 000 osób.
Zadaniem kozaków było wspieranie kolonialnej polityki caratu na terenie Kazachstanu i Kirgistanu. Ich oddziały brały udział w podboju Środkowej Azji i w I wojnie światowej. W czasie rosyjskiej wojny domowej większość kozaków wystąpiła przeciwko bolszewikom, popierając tym samym białych. Po zwycięstwie komunistów Kozackie Wojsko Siedmiorzecza zostało oficjalnie rozwiązane, obwód siemierieczeński zlikwidowany, a sama społeczność zlikwidowana w ramach rozkozaczania. Większość kozaków została przesiedlona na daleką północ.